# 비글렌
비글렌(독일어: Biglen)은 스위스 베른주의 베른-미텔란트구에 있는 자치체이다.

## 역사
비글렌은 894년에 Pigiluna로 처음 언급되었다. 1236년에는 Biglun으로 언급되었다.
이 지역에 정착한 가장 초기의 흔적은 시정촌 전역에서 발견된 흩어져 있는 로마 시대 유물이다. 중세 시대의 마을에 대해 알려진 것은 거의 없다. 14세기에 베른 시민인 하인리히 폰 비글렌이 마을의 대부분을 차지했다. 그는 1359년에 베른의 니더슈피탈에 마을을 기부했다. 마을은 1803년 코놀핑엔구에 할당되기 전에 여러 지역의 일부였다.
최초의 마을 교회는 11세기에 지어졌으며, 1236년에 성 베드로 교회로 언급되었다. 현재의 교회 건물은 1521년에 지어진 것이다. 농장과 마을 근처에 여러 개를 포함하는 본당을 위한 본당 교회였다.
전통적으로 마을 경제는 자급자족 농업에 의존했다. 그러나 18세기에 지역 농부들은 소를 위한 건초로 수확할 수 있는 풀을 기르기 시작했다. 19세기까지 낙농업은 전통적인 농업을 대체했다. 1828년 이 지역에 최초의 유제품 및 치즈 제조업체가 문을 열었다. 1878년에 마을 학교가 문을 열었다. 1899년에는 부르크도르프-툰 철도가 마을을 성장하는 철도 네트워크와 연결했다. 쉬운 교통 연결로 비글렌에서 산업이 번성할 수 있었다. 1990년까지 비글렌에 있는 일자리의 절반 이상이 산업에 있었고, 많은 다른 근로자들이 일자리를 위해 베른이나 다른 도시로 통근했다.

## 지리

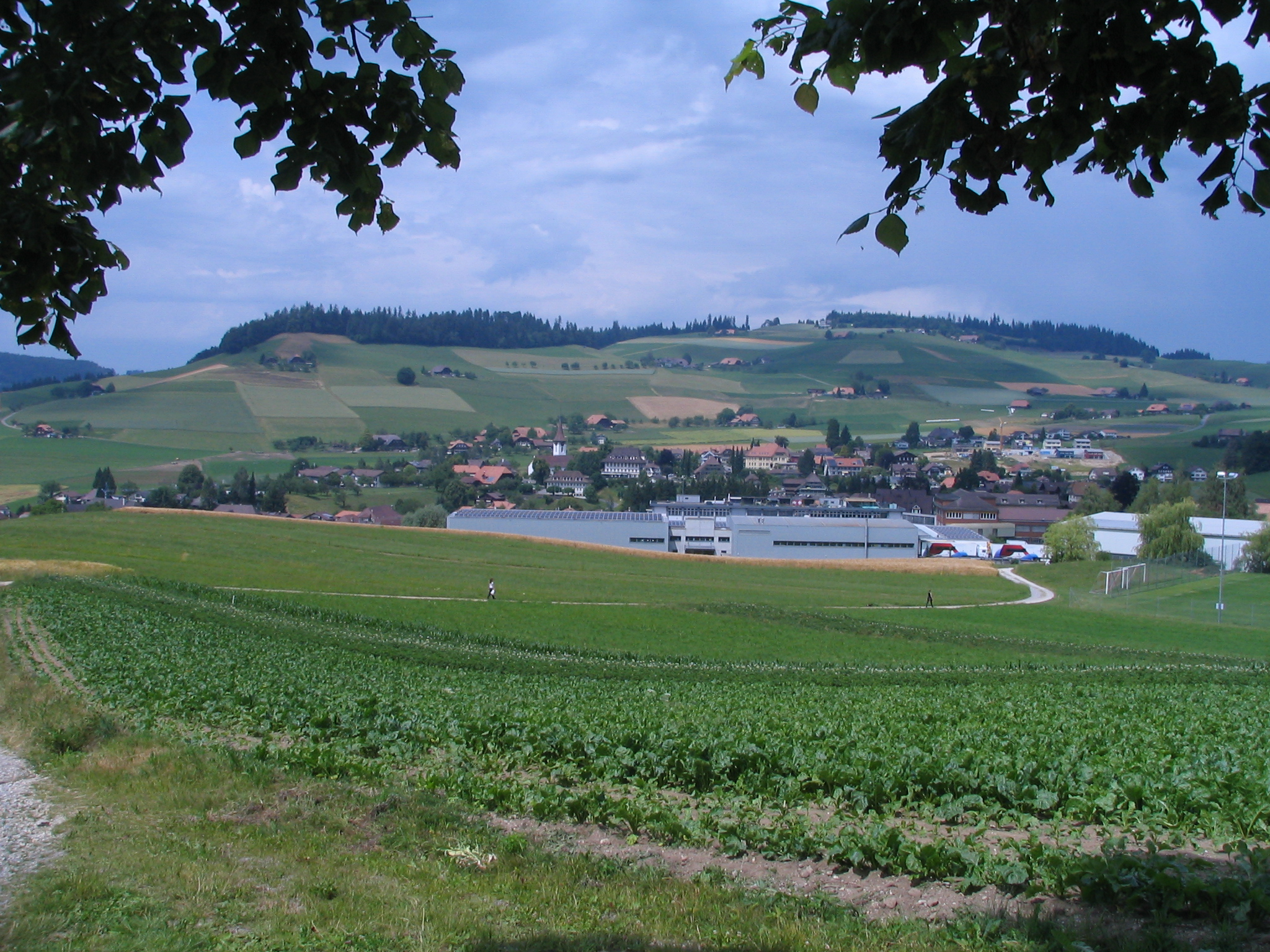
남쪽에서 본 비글렌

비글렌의 면적은 3.59k㎡이다. 이 면적 중 2.6k㎡ (72.4%)가 농업용으로 사용되는 반면 0.22k㎡ (6.1%)는 산림이다. 나머지 토지 중 0.76k㎡ (21.2%)가 정착(건물 또는 도로)되어 있다.
건축면적 중 공업용 건물이 전체 면적의 1.9%, 주택과 건물이 12.3%, 교통 기반 시설이 6.1%를 차지했다. 삼림 지대를 제외한 모든 산림 지역은 울창한 숲으로 덮여 있다. 농경지 중 47.6%는 작물 재배에 사용되며, 23.1%는 목초지로, 1.7%는 과수원이나 덩굴 작물에 사용된다.
시정촌에는 비글렌 마을, 작은 마을 에네트바흐와 개별 농가가 포함된다.
2009년 12월 31일에 시정촌의 이전 구역인 코놀핑엔구가 해산되었다. 다음 날 2010년 1월 1일에 새로 설립된 베른-미텔란트구에 합류했다.

## 인구통계
2020년 12월 기준, 비글렌의 인구는 1,847명이다. 2010년 기준으로 인구의 6.7%가 거주 외국인이다. 2000년부터 2010년까지 지난 10년 동안 인구는 -5.5%의 비율로 변화했다. 이민은 –2.2%, 출생과 사망은 0.1%를 차지했다.
2000년 기준, 인구 대부분인 1,698명(94.9%)이 독일어를 모국어로 사용하고, 이탈리아어가 26명(1.5%)으로 두 번째로 많이 사용하고, 알바니아어가 23명(1.3%)으로 세 번째로 사용된다. 프랑스어를 할 줄 아는 9명과 로만슈어를 할 줄 아는 사람이 5명 있다.
2008년 기준으로 인구는 남성 49.4%, 여성 50.6%이다. 인구는 791명의 스위스 남성(인구의 45.9%)과 61명(3.5%)의 비스위스계 남성으로 구성되었다. 스위스 여성은 817명(47.4%), 비스위스계 여성은 55명(3.2%)이었다. 지자체의 인구 중 525 또는 약 29.3%가 비글렌에서 태어나 2000년에 그곳에 살았다. 같은 주에서 태어난 887 또는 49.6%가 있었고, 188 또는 10.5%가 스위스 다른 곳에서 태어났다. 138 또는 7.7%가 스위스 이외의 지역에서 태어났다.
2010년 기준으로 아동·청소년(0~19세)이 21.8%, 성인(20~64세)이 60.4%, 노인(64세 이상)이 17.7%를 차지한다.
2000년 기준으로 시정촌에는 미혼이거나, 독신인 사람이 757명 있다. 기혼자는 893명, 미망인은 93명, 이혼한 사람은 47명이었다.
2000년 현재 1인 가구는 203가구, 5인 이상 가구는 58가구이다. 2000년에는 총 712세대(전체의 93.3%)가 상설 임대되었으며, 33세대(4.3%)가 계절적 임대, 18세대(2.4%)가 비어 있었다. 2010년 기준 신규주택 건설률은 인구 1,000명당 0.6세대였다. 2011년 시정촌 공실률은 2.65%였다.
역사적 인구는 다음 차트에 나와 있다.

## 정치
2011년 연방 선거에서 가장 인기 있는 정당은 32.6%의 득표율을 기록한 스위스인민당(SVP) 이었다. 다음으로 가장 인기 있는 3개 정당은 보수민주당(BDP) (24%), 사회민주당(SP) (12.2%) 및 FDP(자유당)(7.5%)였다. 연방 선거는 총 670표를 던졌고 투표율은 50.0%였다.

## 경제

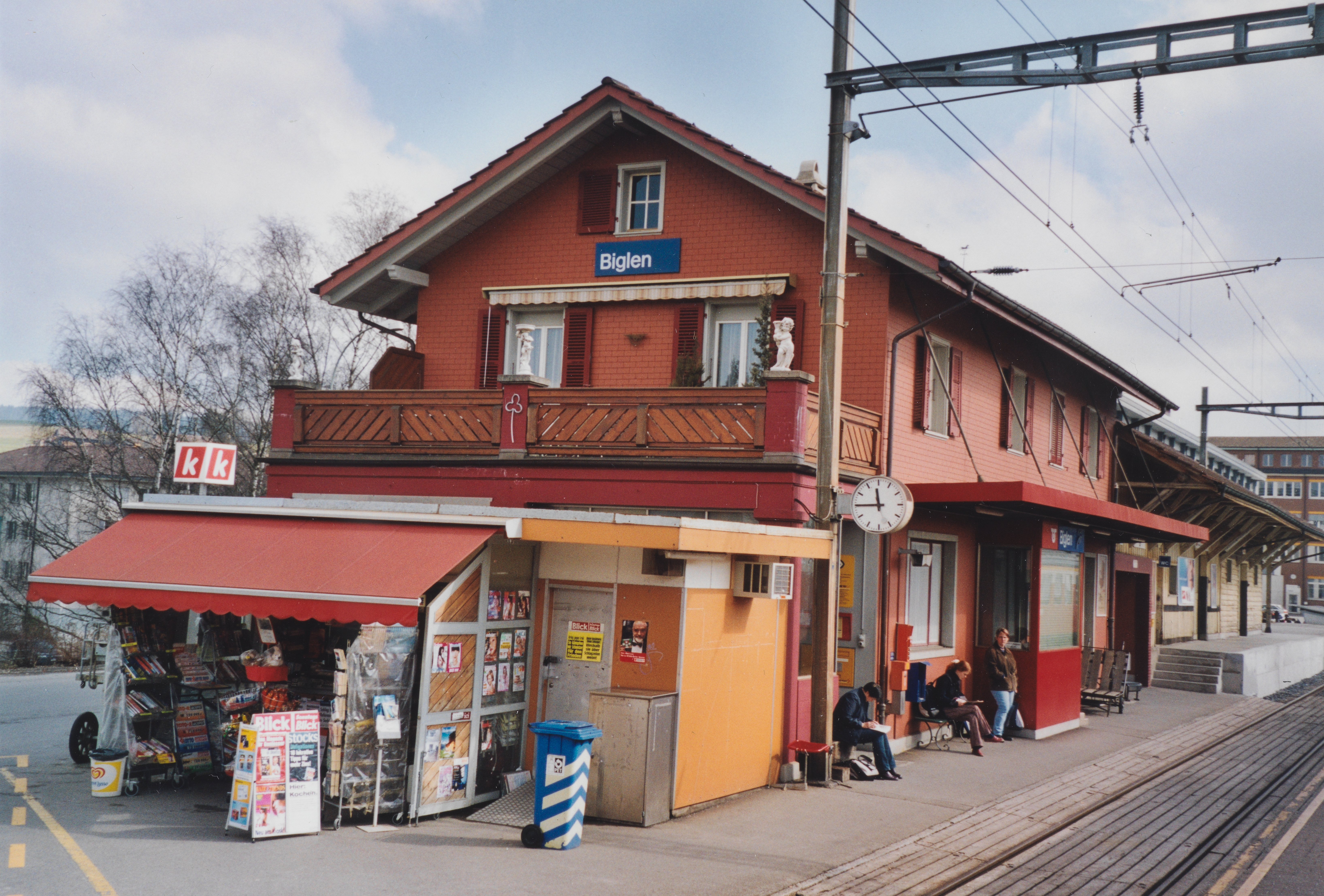
비글렌역

2011년 현재 비글렌의 실업률은 1.35%이다. 2008년 현재, 시정촌에 고용된 총 658명의 사람이 있다. 이 중 1차 경제 부문에 54명이 고용되었고, 이 부문에 약 22개 기업이 참여했다. 316명이 2차 부문에 고용되었고, 이 부문에 22개의 기업이 있었다. 288명이 3차 부문에 고용되었으며, 이 부문에는 48개의 기업이 있다. 시정촌 주민은 973명으로 일정 정도 고용되었으며, 그중 여성이 전체 노동력의 43.5%를 차지했다.
2008년에는 총 521개의 정규직에 상응하는 일자리가 있었다. 1차 부문의 일자리 수는 30개였으며, 모두 농업에 있었다. 2차 부문의 일자리 수는 278개였으며, 그중 206개(74.1%)는 제조업, 72개(25.9%)는 건설에 종사했다. 3차 부문의 일자리 수는 213개였다. 3차 부문의 경우 66개(31.0%)는 도소매 판매 또는 자동차 수리, 12개(5.6%)는 상품의 이동 및 보관, 8개(3.8%)는 보험 또는 금융 산업, 29개(13.6%)는 기술 전문가 또는 과학자였다. 28개(13.1%)가 교육에 있었고 46개(21.6%)가 의료에 있었다.
2000년 기준으로 시정촌으로 출퇴근하는 근로자는 394명, 출퇴근 근로자는 677명이었다. 지자체는 근로자의 순수출 지자체이며, 들어오는 1명당 약 1.7명의 근로자가 지자체를 떠나고 있다. 근로 인구의 18.4%가 출퇴근을 위해 대중교통을 이용했고, 53.1%가 자가용을 이용했다.

## 종교
2000년 인구 조사에서 로마 가톨릭 신자는 159명(8.9%)이고, 스위스 개혁 교회는 1,401명(78.3%)이었다. 나머지 인구 중 정교회 교인은 3명 (0.17%)이었고, 다른 기독교 교인은 135명(인구의 약 7.54%)이었다. 이슬람교는 38명(2.12%)이었다. 불교가 2명, 힌두교 8명, 다른 교회에 속한 사람이 1명이었다. 48명(2.68%)이 교회에 속하지 않고, 불가지론자 또는 무신론자, 그리고 60명(3.35%)이 질문에 대답하지 않았다.

## 교육
비글렌에서는 인구의 약 761명(42.5%)이 필수가 아닌 고등교육을 이수했으며, 191명(10.7%)이 추가 고등 교육(대학 또는 응용학문대학)을 완료했다. 고등교육을 이수한 191명 중 74.3%가 스위스 남성, 20.9%가 스위스 여성, 4.2%가 비스위스계 남성이었다.
베른주 학교 시스템은 1년의 의무 없는 유치원, 6년의 초등학교를 제공한다. 이후 3년 동안의 의무적 중학교 과정을 거쳐 학생을 능력과 적성에 따라 구분한다. 중학교 이하 학생들은 추가 학교에 다니거나 견습생으로 들어갈 수 있다.
2010-11학년도에는 총 262명의 학생이 비글렌의 수업에 참석했다. 시정촌에는 총 24명의 학생이 있는 2개의 유치원 수업이 있었다. 유치원생 중 4.2%는 교실 언어와 다른 모국어를 사용한다. 지자체에는 6개의 초등 학급과 110명의 학생이 있었다. 초등학생 중 11.8%는 스위스의 영주권 또는 임시 거주자(시민권 아님)였으며, 8.2%는 교실 언어와 다른 모국어를 사용한다. 같은 해에 총 128명의 학생이 있는 7개의 중등 학급이 있었다. 5.5%는 스위스의 영주권 또는 임시 거주자(시민이 아님)였으며, 5.5%는 교실 언어와 다른 모국어를 사용했다.
2000년 현재, 비글렌에는 다른 지자체에서 온 63명의 학생이 있었고 45명은 지자체 외부의 학교에 다녔다.
비글렌에는 비글렌 시립 도서관이 있다. 도서관은 (2008년 현재) 5,259권의 도서 또는 기타 매체를 보유하고 있으며, 같은 해에 10,699권을 대출했다. 그해에는 주당 평균 4.5시간씩 총 162일을 열었다.

## 교통
지자체에는 부르크도르프-툰선에 비글렌이라는 기차역이 있다. 툰, 코놀핑엔, 졸로투른까지 정기적으로 운행한다.